# Briançó
Briançó és un poble de 13 habitants pertanyent al municipi de Ribera d'Ondara (Segarra). Està situat al nord de Sant Antolí, a l'altra banda de la N-II.
Fins a mitjans dels anys 60 conservava la seva estructura de poble emmurallat, tancat per les mateixes cases, que formaven un cercle al voltant d'una placeta, on s'entrava per un portal. Les cases no tenien obertures a la façana del mur fins a una altura considerable. Destaca el seu castell i la capella de Sant Salvador.
El 1685 tenia 11 cases i al segle xix havia arribat a tenir unes tretze famílies. Juntament amb Montlleó, a mitjans del segle xix es va integrar a l'antic municipi de Sant Antolí i Vilanova.